# 二人限定故事
《二人限定故事》（英語：'Daydreaming Our Little Things'）是香港女子偶像組合Lolly Talk的第七首單曲，第六首派台歌曲，也是該組合2023年第四首派台歌曲，於2023年10月13日發行。
此歌曲為Lolly Talk首個專場演唱會《Lolly Talk Little Things Concert 2023》的點題歌曲。歌曲推出後成為新城勁爆流行榜冠軍歌，亦是Lolly Talk第三支冠軍歌。

## 創作背景
Lolly Talk在2023年11月舉行兩場演唱會《Lolly Talk Little Things Concert 2023》。在籌備演唱會期間，團隊選定了「Little Things」為演唱會之主題，寓意人生中會經歴很多微不足道的小事，但這些小事卻對未來的人生影響很大。而作為演唱會主題曲，《二人限定故事》則利用普遍社群應用軟體中的限時動態功能為主題，寫出少女以限時動態記錄幻想兩個人中的甜蜜瑣碎小事，而這些小事也可能在未來發展變真實。2023年10月10日，Lolly Talk於又一城舉行的演唱會記者招待會首次公開演唱歌曲《二人限定故事》。

## 音樂錄像
《二人限定故事》MV於日本東京拍攝，包括澀谷路口、須賀神社石階等地點取景。MV中亦有加上成員黃詠霖所製作之插畫。

## 製作
《二人限定故事》是首時長3分14秒的粵語流行歌曲。歌詞部份首次由成員陳紀澄及吳倩怡合填，陳紀澄負責英文歌詞，而吳倩怡則負責中文歌詞。Goro Wong則繼《七姊妹星團》及《四方帽之約》後，第三次監製Lolly Talk的歌曲。

## 派台最高成績

### 903專業推介 走勢
合共上榜3周。
| 周次             | 第43周   | 第44周  | 第45周   | 備註 |
| ---------------- | -------- | ------- | -------- | ---- |
| 放榜日期         | 10月28日 | 11月4日 | 11月11日 |      |
| 榜上位置         | 15       | 10      | 16       |      |
| 非官方播放率統計 | 9        | 9       | 6        | 24次 |

RTHK中文歌曲龍虎榜 走勢
合共上榜5周。
| 周次     | 第43周   | 第44周  | 第45周   | 第46周   | 第47周   |
| -------- | -------- | ------- | -------- | -------- | -------- |
| 放榜日期 | 10月28日 | 11月4日 | 11月11日 | 11月18日 | 11月25日 |
| 榜上位置 | 20       | 12      | 4        | 2        | 7        |

新城知訊台勁爆本地榜 走勢
合共上榜7周。
| 周次     | 第44周  | 第45周   | 第46周   | 第47周   | 第48周  | 第49周  | 第50周   |
| -------- | ------- | -------- | -------- | -------- | ------- | ------- | -------- |
| 放榜日期 | 11月4日 | 11月11日 | 11月18日 | 11月25日 | 12月2日 | 12月9日 | 12月16日 |
| 榜上位置 | 17      | 15       | 12       | 11       | 9       | 8       | 1        |

### 各大流行榜最高位置
| 週榜單（2023年） | 最高名次 |
| ---------------- | -------- |
| 903專業推介      | 10       |
| 中文歌曲龍虎榜   | 2        |
| 新城勁爆流行榜   | 1        |

## 外部連結
- YouTube上的二人限定故事MV （页面存档备份，存于）